# Ramazan Kurşunlu
Ramazan Kurşunlu (* 7. Juli 1981 in Izmir) ist ein türkischer Torhüter.

## Karriere

### Vereinskarriere
Ramazan Kurşunlu begann seine Torwart-Karriere mit sieben Jahren in der Jugend von Altay İzmir. Als 19-Jähriger schaffte er es in die erste Mannschaft. In der Saison 2003/04 wechselte Ramazan zu Beşiktaş Istanbul. In zwei Jahren bestritt er 20 Spiele für Beşiktaş. 2005 verliehen die Schwarz-Weißen Ramazan Kurşunlu an Diyarbakirspor. Nach dem Aufenthalt in Diyarbakir kehrte Ramazan zu Beşiktaş zurück; die große Konkurrenz bei Beşiktaş zwang den Trainer jedoch, ihn erneut zu verleihen. Diesmal zog es den Torhüter in die Hauptstadt zu Ankaraspor. In Ankara war er nach Hakan Arıkan 2. Wahl. Nach dem Wechsel Hakan Arıkans zu Beşiktaş in der Saison 2007/08 blieb Ramazan in Ankara. Neben der Ablöse Hakans war Ramazan als Tauschspieler endgültig an die Mannschaft gebunden.
Nachdem Ankaraspor die Lizenz entzogen wurde, wechselte Kurşunlu zu Karşıyaka SK.
Bereits nach einer Saison verließ er seine neue Mannschaft Richtung Zweitligist Çaykur Rizespor. Bei Rizespor etablierte er sich sofort als Stammtorhüter und verpasste mit seinem Team zweimal hintereinander den Aufstieg in die Süper Lig erst in der Relegationsphase.
Zum Sommer 2012 wechselte er ablösefrei zum neuen Zweitligisten Adana Demirspor.

### Nationalmannschaftskarriere
Ramazan Kurşunlu spielte insgesamt fünfmal für die türkische U-21 Nationalmannschaft.